# Choluteca
Choluteca és una ciutat d'Hondures pertanyent al Departament de Choluteca situada a 133 km de Tegucigalpa a la zona sud d'Hondures, en la ribera del riu Choluteca.
Es troba a la regió sud del país i limita al nord, amb els municipis de Pespire, Orocuina i Apacilagua; al sud amb la República de Nicaragua; a l'est, amb els municipis de Santa Ana de Yusguare i Namasigüe i a l'oest, amb els municipis de Marcovia i Sant Lorenzo, pertanyent al departament de Valle.
Quan els conqueridors espanyols van arribar al sud d'Honduras el 1535, es van trobat amb els indígenes Chorotegues que habitaven la zona. El 1541, es va fundar el poble Villa de Xerez de la Frontera de Choluteca pel capità Cristobál de la Cueva.